# Békéscsabai 1912 Előre
Actualités
Le Békéscsabai 1912 Előre SE est un club hongrois de football basé à Békéscsaba, fondé en 1912.

## Palmarès et résultats

### Palmarès
| Compétitions nationales                    | Compétitions internationales |
| - Coupe de Hongrie - Vainqueur (1) : 1988. |                              |

### Parcours européens
Coupe des vainqueurs de coupe
| Saison  | Compétition | Stade de la compétition | Pays                  | Club        | Domicile | Extérieur | Total |
| ------- | ----------- | ----------------------- | --------------------- | ----------- | -------- | --------- | ----- |
| 1988-89 | C2          | Tour préliminaire       | Drapeau de la Norvège | Bryne FK    | 3–0      | 1–2       | 4–2   |
|         |             | Seizièmes de finale     | Drapeau de la Turquie | Sakaryaspor | 1–0      | 0–2       | 1–2   |

Ligue Europa
| Saison  | Compétition | Stade de la compétition | Pays                    | Club                        | Domicile | Extérieur | Total |
| ------- | ----------- | ----------------------- | ----------------------- | --------------------------- | -------- | --------- | ----- |
| 1994-95 | Coupe UEFA  | Tour préliminaire       | Drapeau de la Macédoine | FK Vardar                   | 1–0      | 1–1       | 2–1   |
|         |             | 32es de finale          | Drapeau de la Russie    | FK Tekstilchtchik Kamychine | 1–0      | 1–6       | 2–6   |

Coupe intertoto
| Saison | Compétition     | Stade de la compétition | Pays                      | Club          | Domicile | Extérieur | Total |
| ------ | --------------- | ----------------------- | ------------------------- | ------------- | -------- | --------- | ----- |
| 1995   | Coupe Intertoto | Groupe 4, 1er match     | Drapeau du Portugal       | UD Leiria     | 2–2      |           |       |
|        |                 | Groupe 4, 2e match      | Drapeau du Danemark       | Næstved BK    |          | 3–3       |       |
|        |                 | Groupe 4, 3e match      | Drapeau du pays de Galles | Ton Pentre FC | 4–0      |           |       |
|        |                 | Groupe 4, 4e match      | Drapeau des Pays-Bas      | SC Heerenveen |          | 0–4       |       |

## Anciens noms
- 1912-1934 : Békéscsabai Előre Munkás Testedző Egyesület
- 1934-1946 : Békéscsabai Tőrekvés Sport Egyesület
- 1946-1948 : Békéscsabai Előre Munkás Testedző Egyesület
- 1948-1951 : Békéscsabai Szakszervezetek Sport Egyesület
- 1951-1957 : Békéscsabai Épitők Sport Köre
- 1957-1963 : Békéscsabai Előre Épitők Sport Köre
- 1963-1970 : Békéscsabai Előre Sport Club
- 1970-1991 : Békéscsabai Előre Spartacus SC
- 1991-1999 : Békéscsabai Előre Football Club
- 1999-2005 : Előre Football Club Békéscsaba
- 2005-2008 : Békéscsabai 1912 Előre Sport Egyesület
- 2008-2012 : Békéscsabai 1912 Frühwald Előre Sport Egyesület
- 2012: Békéscsabai 1912 Előre Sport Egyesület
- 2012- : Békéscsabai 1912 Előre

## Joueurs et personnalités du club

### Anciens entraîneurs
- József Pásztor (1991-1996)
- Silviu Iorgulescu (1996-1997)
- József Pásztor (1997-1998)
- Attila Vágó (1999-2000)
- Supka Attila

### Joueurs emblématiques
- Attila Kerekes